# Bonrepos-sur-Aussonnelle
Pour les articles homonymes, voir Bonrepos et Aussonnelle.
Bonrepos-sur-Aussonnelle est une commune française située dans le nord du département de la Haute-Garonne, en région Occitanie. Sur le plan historique et culturel, la commune est dans le Pays toulousain, qui s’étend autour de Toulouse le long de la vallée de la Garonne, bordé à l’ouest par les coteaux du Savès, à l’est par ceux du Lauragais et au sud par ceux de la vallée de l’Ariège et du Volvestre.
Exposée à un climat océanique altéré, elle est drainée par l'Aussonnelle, le Guignorieu et par divers autres petits cours d'eau. La commune possède un patrimoine naturel remarquable composé de trois zones naturelles d'intérêt écologique, faunistique et floristique.
Bonrepos-sur-Aussonnelle est une commune rurale qui compte 1 247 habitants en 2022, après avoir connu une forte hausse de la population depuis 1975. Elle fait partie de l'aire d'attraction de Toulouse. Ses habitants sont appelés les Reposiens et Reposiennes.

## Géographie

### Localisation
La commune de Bonrepos-sur-Aussonnelle se trouve dans le département de la Haute-Garonne, en région Occitanie.
Elle se situe à 25 km à vol d'oiseau de Toulouse, préfecture du département, à 17 km de Muret, sous-préfecture, et à 12 km de Plaisance-du-Touch, bureau centralisateur du canton de Plaisance-du-Touch dont dépend la commune depuis 2015 pour les élections départementales.
La commune fait en outre partie du bassin de vie de Saint-Lys.
Les communes les plus proches sont : 
Saiguède (1,9 km), Lias (2,2 km), Fontenilles (3,5 km), Saint-Lys (4,2 km), Pujaudran (5,0 km), Empeaux (5,3 km), Sainte-Foy-de-Peyrolières (5,9 km), Saint-Thomas (6,4 km).
Sur le plan historique et culturel, Bonrepos-sur-Aussonnelle fait partie du pays toulousain, une ceinture de plaines fertiles entrecoupées de bosquets d'arbres, aux molles collines semées de fermes en briques roses, inéluctablement grignotée par l'urbanisme des banlieues.
Bonrepos-sur-Aussonnelle est limitrophe de cinq autres communes dont deux dans le département du Gers.
Les communes limitrophes sont  Auradé, Fontenilles, Lias, Saiguède et Saint-Thomas.
|               | Lias (Gers)              |             |
| Auradé (Gers) | Bonrepos-sur-Aussonnelle | Fontenilles |
| Saint-Thomas  | Saiguède                 |             |

### Géologie et relief
La superficie de la commune est de 1 017 hectares ; son altitude varie de 206  à   312 mètres.

### Hydrographie

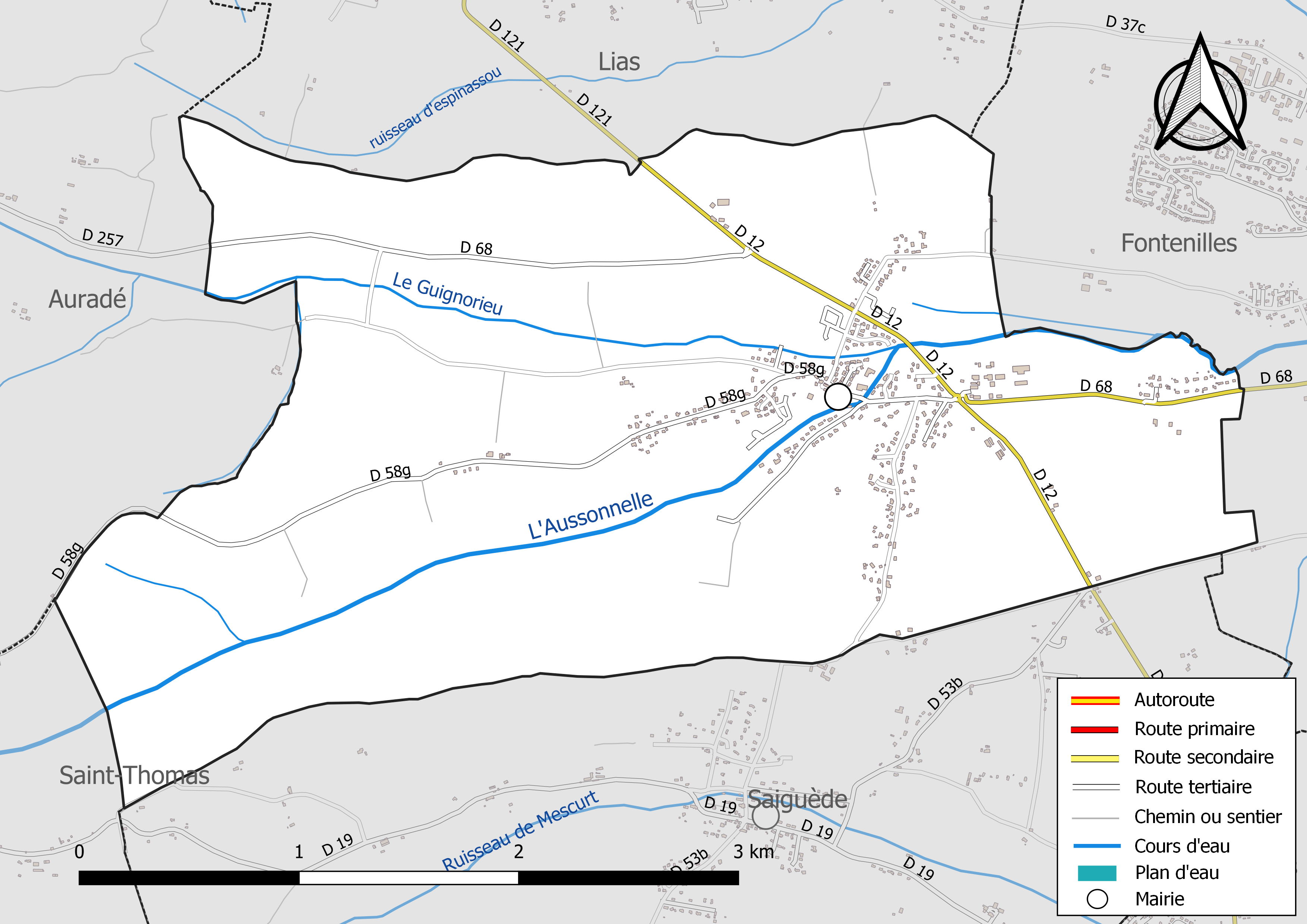
Réseaux hydrographique et routier de Bonrepos-sur-Aussonnelle.

La commune est dans le bassin de la Garonne, au sein du bassin hydrographique Adour-Garonne. Elle est drainée par l'Aussonnelle, le Guignorieu et par divers petits cours d'eau, constituant un réseau hydrographique de 10 km de longueur totale,.
L'Aussonnelle, d'une longueur totale de 42,4 km, prend sa source dans la commune de Saint-Thomas et s'écoule du sud-ouest vers le nord-est. Il traverse la commune et se jette dans la Garonne à Seilh, après avoir traversé 12 communes.

### Climat
Pour des articles plus généraux, voir Climat de l'Occitanie et Climat de la Haute-Garonne.
En 2010, le climat de la commune est de type climat du Bassin du Sud-Ouest, selon une étude s'appuyant sur une série de données couvrant la période 1971-2000. En 2020, Météo-France publie une typologie des climats de la France métropolitaine dans laquelle la commune est exposée à un climat océanique altéré et est dans la région climatique Aquitaine, Gascogne, caractérisée par une pluviométrie abondante au printemps, modérée en automne, un faible ensoleillement au printemps, un été chaud (19,5 °C), des vents faibles, des brouillards fréquents en automne et en hiver et des orages fréquents en été (15 à 20 jours).
Pour la période 1971-2000, la température annuelle moyenne est de 12,9 °C, avec une amplitude thermique annuelle de 15,6 °C. Le cumul annuel moyen de précipitations est de 733 mm, avec 9,2 jours de précipitations en janvier et 5,8 jours en juillet. Pour la période 1991-2020, la température moyenne annuelle observée sur la station météorologique la plus proche, située sur la commune de Lherm à 14 km à vol d'oiseau, est de 13,6 °C et le cumul annuel moyen de précipitations est de 620,4 mm,. Pour l'avenir, les paramètres climatiques de la commune estimés pour 2050 selon différents scénarios d'émission de gaz à effet de serre sont consultables sur un site dédié publié par Météo-France en novembre 2022.

### Milieux naturels et biodiversité

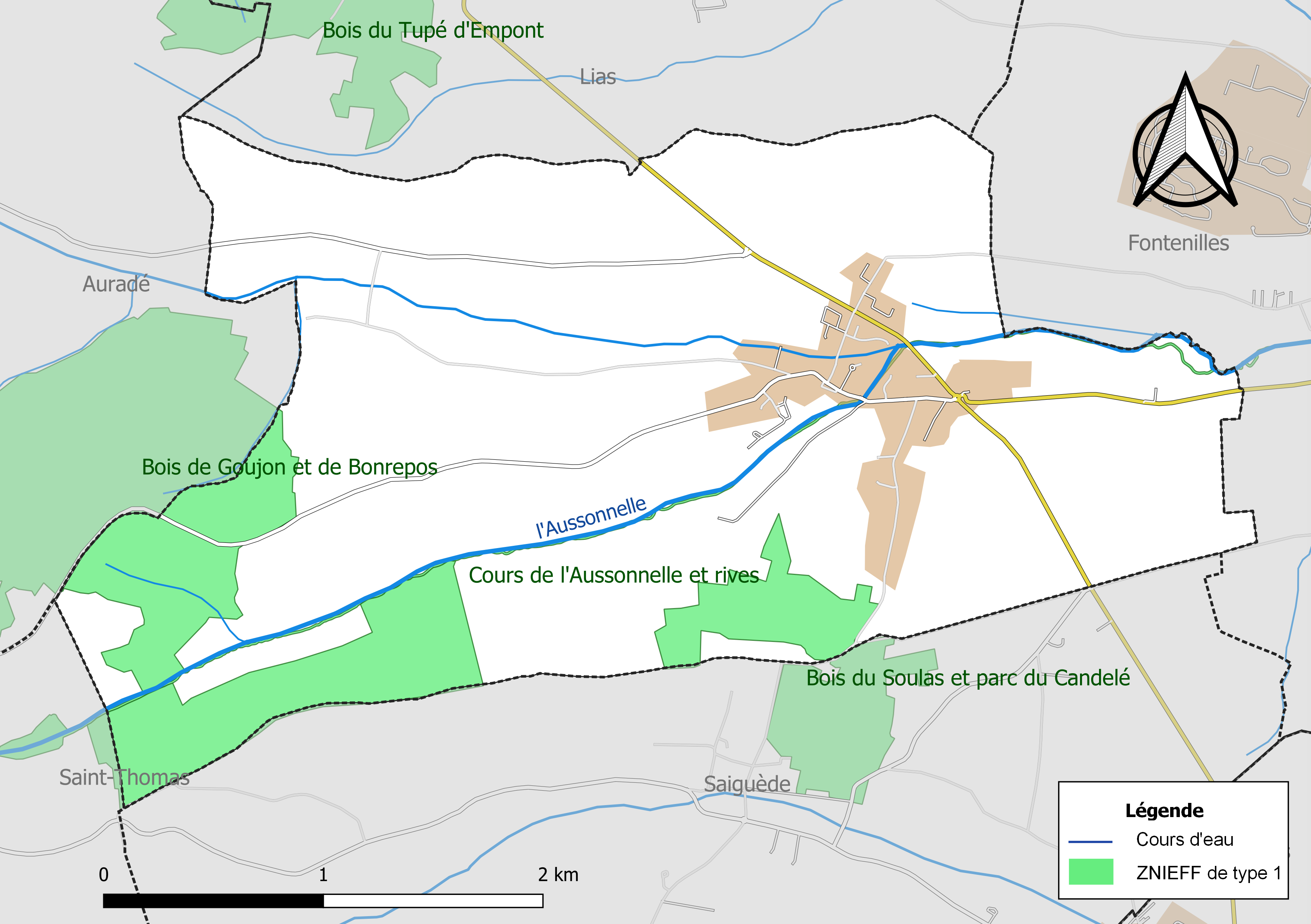
Carte des ZNIEFF de type 1 localisées sur la commune.

L’inventaire des zones naturelles d'intérêt écologique, faunistique et floristique (ZNIEFF) a pour objectif de réaliser une couverture des zones les plus intéressantes sur le plan écologique, essentiellement dans la perspective d’améliorer la connaissance du patrimoine naturel national et de fournir aux différents décideurs un outil d’aide à la prise en compte de l’environnement dans l’aménagement du territoire.
Trois ZNIEFF de type 1 sont recensées sur la commune :
- les « bois de Goujon et de Bonrepos » (240 ha), couvrant 4 communes dont trois dans la Haute-Garonne et une dans le Gers[17] ;
- les « bois du Soulas et parc du Candelé » (61 ha), couvrant 2 communes du département[18],
- le « cours de l'Aussonnelle et rives » (76 ha), couvrant 12 communes du département[19] ;

## Urbanisme

### Typologie
Au 1er janvier 2024, Bonrepos-sur-Aussonnelle est catégorisée commune rurale à habitat dispersé, selon la nouvelle grille communale de densité à sept niveaux définie par l'Insee en 2022.
Elle est située hors unité urbaine. Par ailleurs la commune fait partie de l'aire d'attraction de Toulouse, dont elle est une commune de la couronne,. Cette aire, qui regroupe 527 communes, est catégorisée dans les aires de 700 000 habitants ou plus (hors Paris),.

### Occupation des sols

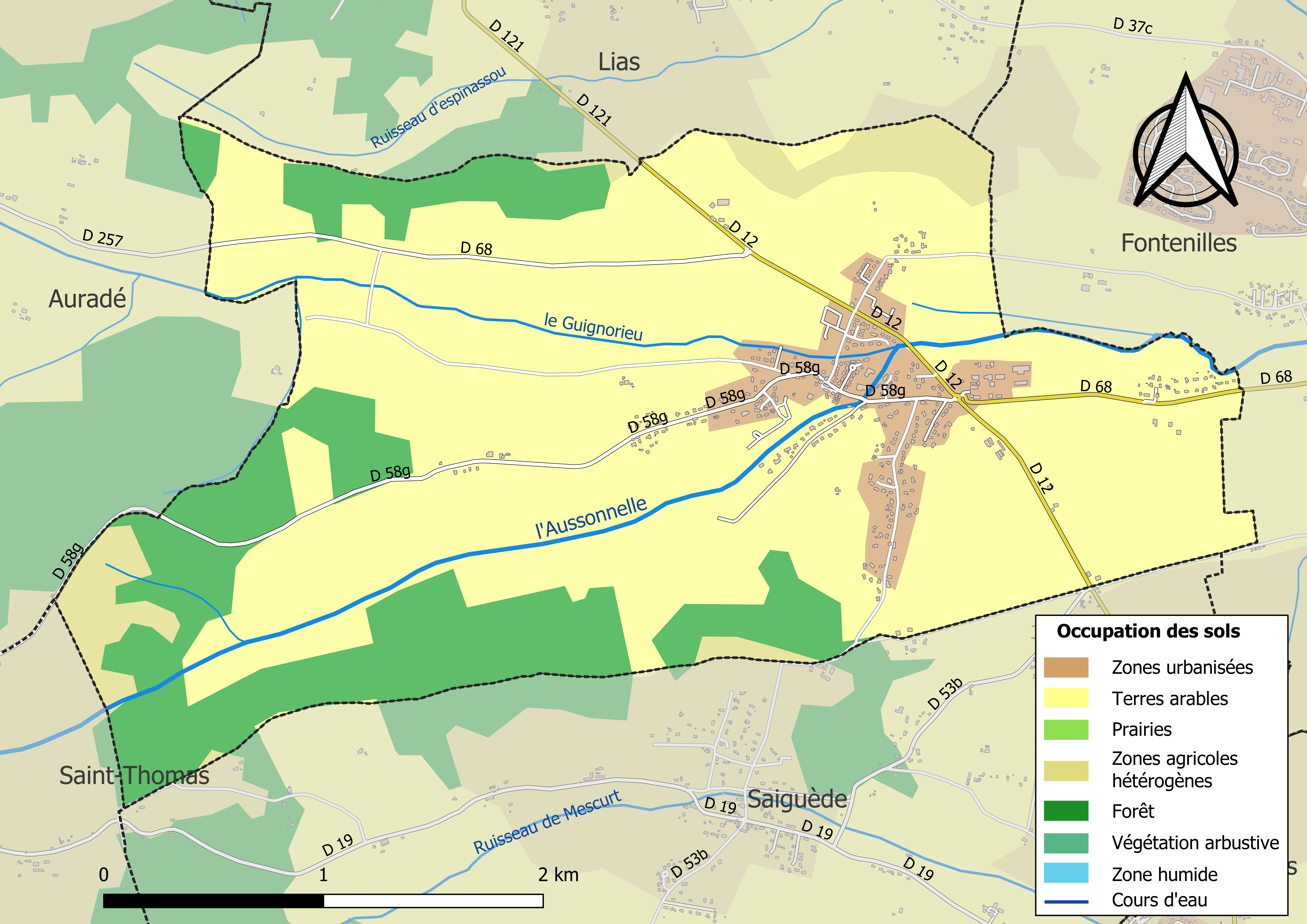
Carte des infrastructures et de l'occupation des sols de la commune en 2018 (CLC).

L'occupation des sols de la commune, telle qu'elle ressort de la base de données européenne d’occupation biophysique des sols Corine Land Cover (CLC), est marquée par l'importance des territoires agricoles (70,9 % en 2018), en diminution par rapport à 1990 (79,6 %). La répartition détaillée en 2018 est la suivante : 
terres arables (65,9 %), forêts (20,3 %), zones urbanisées (8,8 %), zones agricoles hétérogènes (5,1 %). L'évolution de l’occupation des sols de la commune et de ses infrastructures peut être observée sur les différentes représentations cartographiques du territoire : la carte de Cassini (XVIIIe siècle), la carte d'état-major (1820-1866) et les cartes ou photos aériennes de l'IGN pour la période actuelle (1950 à aujourd'hui).

### Hameaux et lieux-dits
Le Tourneris,

### Voies de communication et transports
Accès avec les routes départementales D 12 et D 68.
Plusieurs lignes du réseau Lio permettent de rejoindre Toulouse et les communes voisines :
- la ligne 321 part de la gare de Muret jusqu'à Fonsorbes en passant par le centre de la commune ;
- la ligne 343 part de la gare routière de Toulouse jusqu'à Sabonnères en passant par le centre de la commune.

### Risques majeurs
Le territoire de la commune de Bonrepos-sur-Aussonnelle est vulnérable à différents aléas naturels : météorologiques (tempête, orage, neige, grand froid, canicule ou sécheresse), inondations et séisme (sismicité très faible). Un site publié par le BRGM permet d'évaluer simplement et rapidement les risques d'un bien localisé soit par son adresse soit par le numéro de sa parcelle.
Certaines parties du territoire communal sont susceptibles d’être affectées par le risque d’inondation par débordement de cours d'eau, notamment l'Aussonnelle. La commune a été reconnue en état de catastrophe naturelle au titre des dommages causés par les inondations et coulées de boue survenues en 1982, 1999, 2000, 2009 et 2020,.

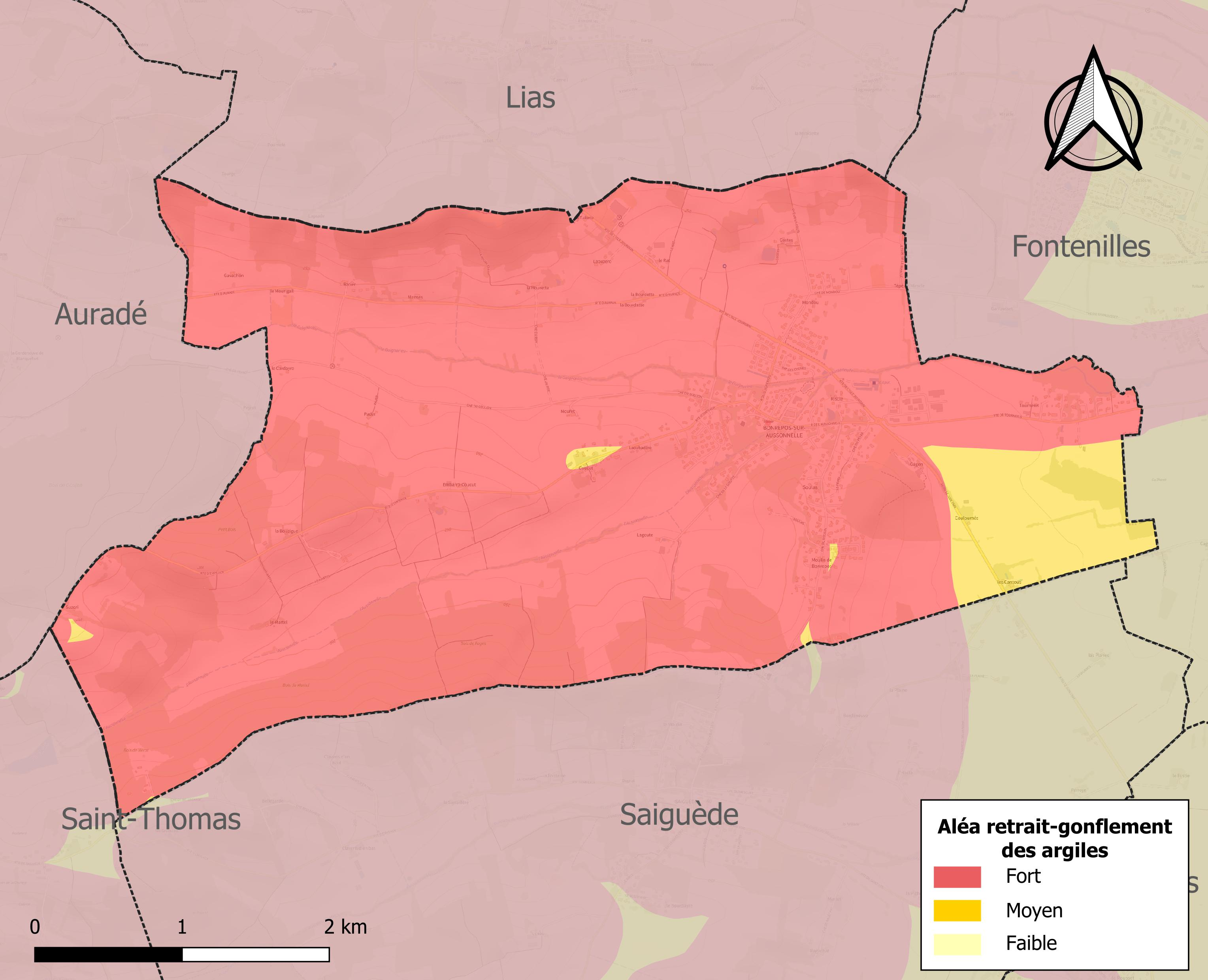
Carte des zones d'aléa retrait-gonflement des sols argileux de Bonrepos-sur-Aussonnelle.

Le retrait-gonflement des sols argileux est susceptible d'engendrer des dommages importants aux bâtiments en cas d’alternance de périodes de sécheresse et de pluie. La totalité de la commune est en aléa moyen ou fort (88,8 % au niveau départemental et 48,5 % au niveau national). Sur les 433 bâtiments dénombrés sur la commune en 2019, 433 sont en aléa moyen ou fort, soit 100 %, à comparer aux 98 % au niveau départemental et 54 % au niveau national. Une cartographie de l'exposition du territoire national au retrait gonflement des sols argileux est disponible sur le site du BRGM,.
Par ailleurs, afin de mieux appréhender le risque d’affaissement de terrain, l'inventaire national des cavités souterraines permet de localiser celles situées sur la commune.
Concernant les mouvements de terrains, la commune a été reconnue en état de catastrophe naturelle au titre des dommages causés par la sécheresse en 1989, 1993, 2000, 2003, 2011, 2016 et 2017 et par des mouvements de terrain en 1999.

## Histoire

### Le château du Moyen Âge
La tour de bois qui fut remplacée par le château fut érigée sur une motte castrale par les premiers seigneurs de Bonrepos, les Terrides, princes de Verdun, vicomtes de Bonrepos et de Gimoes.
Donnée en dot lors du mariage de Judie de Terride, vicomtesse de Bonrepos, au milieu du XIIe, la seigneurie passa aux de Noë.
Édifié par Hugues de Noé (Grand Écuyer de Charles VII de France) en 1417, le château devint une place forte protestante qui fut démantelée en 1621 sur ordre royal.
Le corps du bâtiment a été reconstruit au XVIIe siècle, autour de la tour centrale et d'une partie des murs d'origine par la famille Boyer (Boyer d'Odars) qui l'avaient racheté aux Noë en 1566.

### Seconde Guerre mondiale (1939-1945)
Le 12 juin 1944, vers la fin de la Seconde Guerre mondiale, des unités de la IIe panzerdivision SS « Das Reich » tuent neuf maquisards du maquis de Saint-Lys et exécutent douze civils à Saint-Lys, Bonrepos-sur-Aussonnelle et Saiguède. Des odonymes locaux rappellent cet événement (cf. Avenue du 12-Juin-1944  à Bonrepos-sur-Aussonnelle.)

### Héraldique
| Bonrepos-sur-Aussonnelle | Son blasonnement est : D'argent au sautoir d'azur. Ces armoiries ont été attribuées par le grand armorial d'Hozier en 1696. |

## Politique et administration

### Administration municipale
Le nombre d'habitants au recensement de 2017 étant compris entre 500 habitants et 1 499 habitants, le nombre de membres du conseil municipal pour l'élection de 2020 est de quinze,.

### Rattachements administratifs et électoraux
Commune faisant partie de la sixième circonscription de la Haute-Garonne, du Muretain Agglo et du canton de Plaisance-du-Touch (avant le redécoupage départemental de 2014, Bonrepos-sur-Aussonnelle faisait partie de l'ex-canton de Saint-Lys) et avant le 1er janvier 2017 à la communauté de communes rurales des Coteaux du Savès et de l'Aussonnelle.

### Liste des maires
| Période                                  | Période   | Identité         | Étiquette | Qualité                                                 |
| ---------------------------------------- | --------- | ---------------- | --------- | ------------------------------------------------------- |
| Les données manquantes sont à compléter. |           |                  |           |                                                         |
| mars 2001                                | mars 2008 | Ange Fernandez   |           |                                                         |
| mars 2008                                | mai 2020  | Daniel Gasc      | DVD       | Agent immobilier                                        |
| mai 2020                                 | En cours  | Thierry Chebelin |           | Gérant d'une PME dans le domaine du traitement des eaux |

## Population et société

### Démographie
| 1793 | 1800 | 1806 | 1821 | 1831 | 1836 | 1841 | 1846 | 1851 |
| ---- | ---- | ---- | ---- | ---- | ---- | ---- | ---- | ---- |
| 187  | 188  | 180  | 180  | 197  | 272  | 248  | 300  | 302  |

| 1856 | 1861 | 1866 | 1872 | 1876 | 1881 | 1886 | 1891 | 1896 |
| ---- | ---- | ---- | ---- | ---- | ---- | ---- | ---- | ---- |
| 303  | 297  | 313  | 294  | 260  | 258  | 280  | 260  | 238  |

| 1901 | 1906 | 1911 | 1921 | 1926 | 1931 | 1936 | 1946 | 1954 |
| ---- | ---- | ---- | ---- | ---- | ---- | ---- | ---- | ---- |
| 222  | 208  | 215  | 159  | 178  | 186  | 174  | 161  | 184  |

| 1962 | 1968 | 1975 | 1982 | 1990 | 1999 | 2006 | 2008 | 2013  |
| ---- | ---- | ---- | ---- | ---- | ---- | ---- | ---- | ----- |
| 151  | 162  | 193  | 319  | 510  | 579  | 762  | 814  | 1 049 |

| 2018  | 2022  | - | - | - | - | - | - | - |
| ----- | ----- | - | - | - | - | - | - | - |
| 1 211 | 1 247 | - | - | - | - | - | - | - |

| selon la population municipale des années : | 1968 | 1975 | 1982 | 1990 | 1999 | 2006 | 2009 | 2013 |
| Rang de la commune dans le département      | 374  | 378  | 246  | 198  | 194  | 184  | 178  | 158  |
| Nombre de communes du département           | 592  | 582  | 586  | 588  | 588  | 588  | 589  | 589  |

### Enseignement
Bonrepos-sur-Aussonnelle fait partie de l'académie de Toulouse.
La commune de Bonrepos-sur-Aussonnelle possède un groupe scolaire école maternelle et école élémentaire : l'école primaire publique Elisabeth Martres.

### Écologie et recyclage
La collecte et le traitement des déchets des ménages et des déchets assimilés ainsi que la protection et la mise en valeur de l'environnement se font dans le cadre de la communauté de communes rurales des coteaux du Savès et de l'Aussonnelle.

## Économie

### Revenus
En 2018  (données Insee publiées en septembre 2021), la commune compte 431 ménages fiscaux, regroupant 1 261 personnes. La médiane du revenu disponible par unité de consommation est de 26 460 € (23 140 € dans le département).

### Emploi
|                | 2008  | 2013  | 2018  |
| -------------- | ----- | ----- | ----- |
| Commune        | 3,7 % | 5 %   | 6,3 % |
| Département    | 7,7 % | 9,6 % | 9,3 % |
| France entière | 8,3 % | 10 %  | 10 %  |

En 2018, la population âgée de 15 à 64 ans s'élève à 764 personnes, parmi lesquelles on compte 82,5 % d'actifs (76,2 % ayant un emploi et 6,3 % de chômeurs) et 17,5 % d'inactifs,. Depuis 2008, le taux de chômage communal (au sens du recensement) des 15-64 ans est inférieur à celui de la France et du département.
La commune fait partie de la couronne de l'aire d'attraction de Toulouse, du fait qu'au moins 15 % des actifs travaillent dans le pôle,. Elle compte 137 emplois en 2018, contre 159 en 2013 et 115 en 2008. Le nombre d'actifs ayant un emploi résidant dans la commune est de 583, soit un indicateur de concentration d'emploi de 23,4 % et un taux d'activité parmi les 15 ans ou plus de 70,5 %.
Sur ces 583 actifs de 15 ans ou plus ayant un emploi, 55 travaillent dans la commune, soit 9 % des habitants. Pour se rendre au travail, 90,9 % des habitants utilisent un véhicule personnel ou de fonction à quatre roues, 1 % les transports en commun, 4,5 % s'y rendent en deux-roues, à vélo ou à pied et 3,6 % n'ont pas besoin de transport (travail au domicile).

### Activités hors agriculture

#### Secteurs d'activités
99 établissements sont implantés  à Bonrepos-sur-Aussonnelle au 31 décembre 2019. Le tableau ci-dessous en détaille le nombre par secteur d'activité et compare les ratios avec ceux du département,.
| Secteur d'activité                                                                                        | Commune | Commune | Département |
| Secteur d'activité                                                                                        | Nombre  | %       | %           |
| --- | ------- | ------- | ----------- |
| Ensemble                                                                                                  | 99      | 100 %   | (100 %)     |
| Industrie manufacturière, industries extractives et autres                                                | 12      | 12,1 %  | (5,7 %)     |
| Construction                                                                                              | 28      | 28,3 %  | (12 %)      |
| Commerce de gros et de détail, transports, hébergement et restauration                                    | 19      | 19,2 %  | (25,9 %)    |
| Information et communication                                                                              | 5       | 5,1 %   | (4,1 %)     |
| Activités financières et d'assurance                                                                      | 3       | 3 %     | (3,8 %)     |
| Activités immobilières                                                                                    | 3       | 3 %     | (4,2 %)     |
| Activités spécialisées, scientifiques et techniques et activités de services administratifs et de soutien | 14      | 14,1 %  | (19,8 %)    |
| Administration publique, enseignement, santé humaine et action sociale                                    | 10      | 10,1 %  | (16,6 %)    |
| Autres activités de services                                                                              | 5       | 5,1 %   | (7,9 %)     |

Le secteur de la construction est prépondérant sur la commune puisqu'il représente 28,3 % du nombre total d'établissements de la commune (28 sur les 99 entreprises implantées  à Bonrepos-sur-Aussonnelle), contre 12 % au niveau départemental.

#### Entreprises et commerces
Les deux entreprises ayant leur siège social sur le territoire communal qui génèrent le plus de chiffre d'affaires en 2020 sont : 
- Delhom Acoustique, ingénierie, études techniques (1 355 k€)
- EURL Iso 2000, travaux de peinture et vitrerie (162 k€).

### Agriculture
|               | 1988 | 2000 | 2010 | 2020 |
| ------------- | ---- | ---- | ---- | ---- |
| Exploitations | 17   | 15   | 8    | 9    |
| SAU (ha)      | 500  | 454  | 482  | 438  |

La commune est dans les « Coteaux du Gers », une petite région agricole occupant une partie nord-ouest du département de la Haute-Garonne, caractérisée par une succession de coteaux peu accidentés, les surfaces cultivées étant entièrement dévolues aux grandes cultures. En 2020, l'orientation technico-économique de l'agriculture  sur la commune est la culture de céréales et/ou d'oléoprotéagineuses. Neuf exploitations agricoles ayant leur siège dans la commune sont dénombrées lors du recensement agricole de 2020 (17 en 1988). La superficie agricole utilisée est de 438 ha,,.

## Culture locale et patrimoine

### Lieux et monuments
- Église de la Nativité-de-la-Sainte-Vierge du XVIIIe siècle avec cloche de 1597[42].

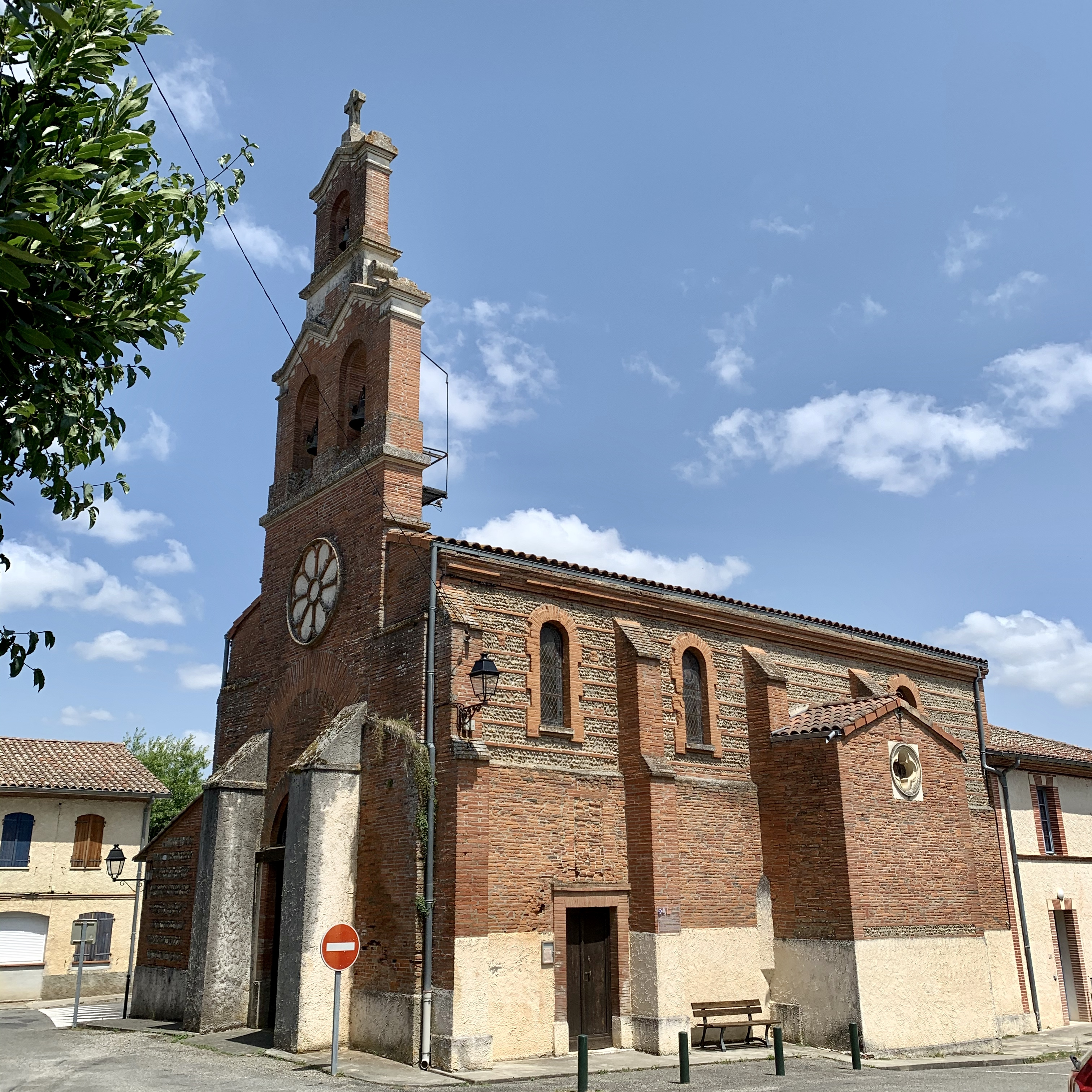
Église de la Nativité-de-la-Sainte-Vierge
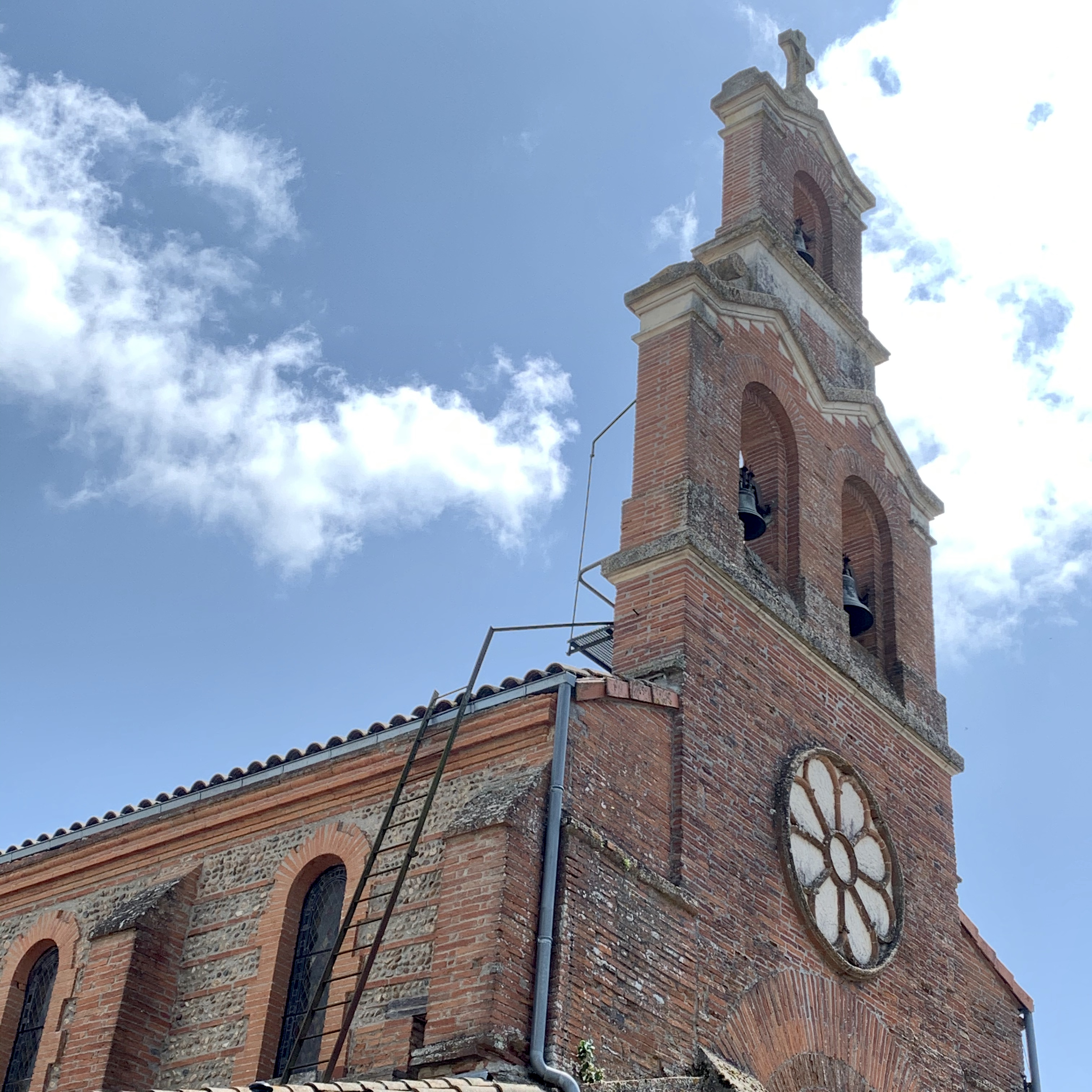
Clocher-mur

### Personnalités liées à la commune
- Aurélia Gasc miss Comminges-Pyrénées en 2007

## Pour approfondir